# Piz Alv (bergstopp i Schweiz, Ticino)
Piz Alv är en bergstopp i Schweiz.   Den ligger i distriktet Leventina och kantonen Ticino, i den sydöstra delen av landet, 100 km öster om huvudstaden Bern. Toppen på Piz Alv är 2 769 meter över havet, eller 119 meter över den omgivande terrängen. Bredden vid basen är 1,4 km.
Terrängen runt Piz Alv är huvudsakligen bergig, men den allra närmaste omgivningen är kuperad. Runt Piz Alv är det glesbefolkat, med 9 invånare per kvadratkilometer.. Närmaste större samhälle är Disentis, 19,0 km nordost om Piz Alv. 
Trakten runt Piz Alv består i huvudsak av gräsmarker.